# Miguel Pardeza
Miguel Pardeza, né le 8 février 1965 à La Palma del Condado, est un footballeur international espagnol évoluant au poste d'attaquant. Durant sa carrière, il évolue douze saisons en 1re division espagnole, une en D1 mexicaine ainsi que trois en D2 espagnole.

## Biographie
Le joueur est connu pour faire partie de la Quinta del Buitre qui est le nom donné à une génération de joueurs issus du centre de formation du Real de Madrid et qui mène le club à une série de grands succès à la fin des années 1980. Miguel Pardeza connaît 5 sélections en équipe nationale et il est présent dans la sélection qui termine huitième-de-finaliste de la Coupe du monde 1990.
Le Real Saragosse est le club avec lequel il dispute plus de 300 matchs et glane une Coupe des Coupes et deux Coupes d'Espagne.
Entre 2009 et 2014, il est le directeur sportif du Real Madrid.

## Palmarès
| Compétitions internationales                                                        | Compétitions nationales |
| - Coupe des Coupes (1) - Vainqueur : 1995 - Supercoupe de l'UEFA - Finaliste : 1995 | - Championnat d'Espagne (1) - Vainqueur : 1987 - Vice-champion : 1984 - Coupe d'Espagne (2) - Vainqueur : 1986, 1994 - Supercoupe d'Espagne - Finaliste : 1994 - Championnat d'Espagne D2 (1) - Vainqueur : 1984 |